# SC Opel Rüsselsheim
Der SC Opel Rüsselsheim ist ein Fußballverein mit rund 500 Mitgliedern aus Rüsselsheim am Main. Er wurde im Jahr 1906 als SC Borussia Rüsselsheim gegründet und trägt seit 1928 seinen heutigen Namen –  auch wenn der gleichnamige Automobilhersteller Opel den Verein erst nach dem Zweiten Weltkrieg 1945 und nur zeitweise bis 2018 unterstützt hat.
In den 1930er Jahren und während des Zweiten Weltkrieges spielte die erste Fußballmannschaft erst einmal in der Gauliga Südwest und damit in der höchsten Spielklasse. 1965 gelang dem SC Opel noch einmal die Rückkehr in den höherklassigen Fußball, und die Mannschaft konnte sich einige Jahre in der zweitklassigen Regionalliga Süd halten, auf den Abstieg 1972 folgte allerdings der Absturz in die unteren Spielklassen des Fußballbezirkes Darmstadt/Groß-Gerau. 1995 wurde beim SC Opel auch eine Frauenfußballabteilung gegründet.

## Der Verein heute
Aktuell (Stand: Saison 2024/25) spielt der Verein mit der 1. Herren-Mannschaft in der neuntklassigen Kreisliga A und mit der 2. Herren-Mannschaft in der Kreisliga C.
Die 1. Frauen-Mannschaft spielt in der Verbandsliga Süd. Zuvor waren die Fußballfrauen des SC Opel von 2010 an eine feste Größe in der viertklassigen Oberliga Hessen und spielten zwei Spielzeiten in der drittklassigen Regionalliga Süd (2015/16 und 2022/23). Doch auf den zweiten Abstieg aus der Regionalliga folgte 2023/24 der direkte Abstieg von der Oberliga Hessen in die Verbandsliga Süd.
Die 1. Frauen-Mannschaft war in der Saison 2021/22 Meister der Oberliga Hessen geworden. In der Saison 2014/15 reichte der 2. Platz in der Oberliga Hessen zum Aufstieg in die Regionalliga Süd, da Meister SV Gläserzell auf sein Aufstiegsrecht verzichtete. Insgesamt hat der Verein achtmal in neun Jahren die Vizemeisterschaft in der Oberliga Hessen erreicht
Das zweite Frauen-Team stieg in Saison 2023/24 aus der Gruppenliga ab.

## Spielstätte
Der SC Opel Rüsselsheim trägt seit 1. April 2015 seine Heimspiele am neuen Clubgelände Am Sommerdamm 8 aus, wo zwei Kunstrasenplätze zur Verfügung stehen. Zu besonderen Anlässen wird im direkt angrenzenden, 4.000 Zuschauer fassenden Stadion am Sommerdamm („Opel-Stadion“) gespielt.

## Erfolge Männer
- Meister der Amateurliga Hessen 1965
- Regionalliga Süd von 1965 bis 1972
- Meister der Bezirksliga Darmstadt West 1989
- Meister der Kreisliga A Groß-Gerau 2012 und 2020
- Kreispokalsieger 2015

## Erfolge Frauen
- Regionalliga Süd (2022/23 und 2015/2016)
- Finalist Hessenpokal der Frauen 2019/2020
  - 0:3-Niederlage gegen Eintracht Frankfurt III (Regionalliga Süd) am 6. September 2020 im Stadion Wetzlar
- Einzug in die 2. Runde im DFB-Pokal der Frauen 2020/2021
  - 2. Runde am 1. November 2020: 0:11-Heimniederlage gegen den SC Freiburg (Bundesliga)
  - 1. Runde am 27. September 2020: 5:4-Heimsieg nach Verlängerung und Elfmeterschießen gegen den 1. FC Nürnberg (Regionalliga Süd)

## Geschichte
Der Verein wurde am 12. August 1906 als Sport Club Borussia 06 gegründet, 1928 erfolgte die Umbenennung in Sport Club Opel 06 e. V. Rüsselsheim.
1935 stieg der SC Opel Rüsselsheim erstmals in die Gauliga Südwest, der höchsten Spielklasse im Deutschen Reich auf, stieg als Neuling aber bereits im ersten Jahr wieder ab. Auch nach dem Aufstieg 1937 und 1939 konnte die Mannschaft nur den letzten Tabellenplatz belegen. Erst gegen Ende des Krieges konnte man sich ab dem Jahr 1941 in der zwischenzeitlich geschaffenen Gauliga Hessen-Nassau etablieren.
Nach dem Zweiten Weltkrieg erreichte der SC Opel im Jahr 1964 nach mehrmaligem Anlauf den Aufstieg in die Amateurliga Hessen, der Vorgängerliga der heutigen Oberliga Hessen. Hier errang man 1965 auf Anhieb die Meisterschaft und stieg mit Trainer Erich Bäumler in die Regionalliga Süd auf, der man bis 1972 angehörte. In der ersten Runde 1965/66 waren die Spieler Helmut Kleinböhl und Friedel Späth Leistungsträger der Opel-Elf, die am Rundenende auf dem zehnten Platz rangierte. Karl-Heinz Kamp, er wechselte im Sommer 1970 in die Fußball-Bundesliga zu Werder Bremen, war dagegen das Nachwuchstalent in der Mannschaft von Rüsselsheim. 1966 kam für das Mittelfeld Heinz Crawatzo vom Karlsruher SC hinzu. In den Runden 1967/68 und 1968/69 hatte Otto Barić das Traineramt inne, in der Runde 1969/70 wurde die Mannschaft von Bert Trautmann trainiert. Vor der Runde 1971/72 kam als Neuzugang für den Angriff Wolfgang Kaniber (früher VfL Osnabrück) von Racing Straßburg nach Rüsselsheim. Nach dem Abstieg aus der Regionalliga war der Verein wirtschaftlich am Ende. Der beim Amtsgericht eingereichte Konkurs, der die Auflösung des Vereins zur Folge gehabt hätte, wurde nur durch einen Formfehler nicht vollzogen. In der Folgezeit führte der Weg des SC Opel Rüsselsheim hinab bis in die Kreisliga A.

## Verhältnis zur Firma Opel
Im April 1928 fasste eine außerordentliche Mitgliederversammlung den Beschluss, den Namen von Sportclub Borussia 06 in Sport-Club Opel 06 Rüsselsheim zu ändern. So wurde dokumentiert, dass die Mehrzahl der Spieler im großen Opel-Werk beschäftigt war. Die Hoffnung auf eine bessere finanzielle Unterstützung durch die Firma Opel erfüllte sich nicht im erwünschten Maße, obwohl man die Farben schwarz-gelb trug und Heinrich von Opel als Mitglied gewann.
Ende 1937 sollte der Vereinsname geändert werden, da sich bei der Firma Opel eine Betriebssportgemeinschaft gegründet hatte, die den Namen Opel tragen sollte. Die Aberkennung des Namens konnte der Sport-Club verhindern, da es sich um einen eigenständigen Namen handelte, der nicht von der Firma verliehen worden war. 1940 wurde in einer Mitgliederversammlung der Antrag gestellt, mit der Betriebssportgemeinschaft Opel einen Verein zu bilden. Nach harten und emotionalen Diskussionen wurde vereinbart, den Antrag bis zur Beendigung des Krieges zurückzustellen.
Am 9. Februar 1950 übergab die Geschäftsleitung der Firma Opel das wieder instandgesetzte Opel-Sportfeld, das an der Straße nach Bischofsheim in der Nähe der Schmiede lag, dem SC Opel. Ab 1961 hatte die Firma Opel dem SC Opel für seine Auswärtsspiele einen Bus mit Fahrer zur Verfügung gestellt.
Bei der Mitgliederversammlung im Hotel Adler im Mai 1968 wurde der Antrag gestellt, den Namen des Vereins zu ändern, da die Firma Opel den Verein nicht genügend unterstütze. Der Antrag wurde nach langer Diskussion zurückgenommen.
Fast das ganze Jahr 1972 führte der Verein einen Streit mit den deutschen Rundfunk- und Fernsehanstalten, da diese bei Übertragungen nicht den vollständigen Namen SC Opel erwähnten, sondern nur vom SC Rüsselsheim sprachen, offenbar weil sie Werbung für das Unternehmen Opel verhindern wollten. Unterstützung erhielt der SC Opel unter anderem vom SV Bayer 04 Leverkusen, der nur als SV 04 Leverkusen erschien. Man ging so weit, den Rundfunk- und Fernsehanstalten den Zutritt zu den Heimspielen zu verwehren.
Am 25. Februar 1990 bestritt der SC Opel vor 7000 Zuschauern im Stadion ein Benefizspiel aus Anlass des S-Bahn-Unglücks in Rüsselsheim, bei dem 17 Menschen starben und viele schwer verletzt wurden, darunter der Vorsitzende des SC Opel, Peter Wagner. Der Erlös betrug 70.000 DM für Härtefälle der Opfer und ihrer Angehörigen. Der FC Bayern München, damals Werbepartner der Adam Opel AG, gewann 7:2.
Mittlerweile hat sich Opel vollständig aus der lokalen Sportförderung zurückgezogen. Bis zum Jahr 2008 und dann wieder von 2012 bis 2018 unterstützte der Automobilhersteller den Sportclub mit einem mittleren vierstelligen Betrag.

## Trainer
- Otto Barić (1967–1968)
- Bert Trautmann (1968–1969)